# Oskar Parish von Senftenberg
Oskar Parish von Senftenberg (* 25. října 1864 Würzburg – 19. listopadu 1925 Immendorf) byl členem rodu Parishů.

## Život
Vystudoval univerzitu v Lipsku a Lausane a zvolil dráhu politika. Stal se poslancem zemského sněmu a říšské rady a následně doživotním členem Panské sněmovny. Roku 1899 mu byl císařem Františkem Josefem I. potvrzen predikát von Senftenberg. V říšské radě prosadil změny v burzovních zákonech.